# Liste der denkmalgeschützten Objekte in Hofkirchen im Mühlkreis
Die Liste der denkmalgeschützten Objekte in Hofkirchen im Mühlkreis enthält die 15 denkmalgeschützten, unbewegliche Objekte der Gemeinde Hofkirchen im Mühlkreis in Oberösterreich (Bezirk Rohrbach).

## Denkmäler
| Foto |                 | Denkmal                                                                       | Standort                                             | Beschreibung | Metadaten |
| ---- | --------------- | ----------------------------------------------------------------------------- | ---------------------------------------------------- | --- | --- |
| ja   | Datei hochladen | Ruine Falkenstein HERIS-ID: 18120 Objekt-ID: 14412                            | nordwestlich Falkenstein 2 Standort KG: Hofkirchen   | Die baulich sehr umfangreiche Burganlage umfasste eine umbaute Gesamtfläche von 2960 Quadratmetern. An der Spitze der nach Westen zusammenlaufenden Felsformation über dem Rannatal befand sich auf der äußersten Felsplatte der Bergfried, an den sich die Hauptburg mit dem Palas anschloss, die von zwei Türmen beherrscht wurde. | BDA-Hist.: Q1015282 Status: Bescheid Stand der BDA-Liste: 2025-06-30 Name: Ruine Falkenstein GstNr.: .105, 5530 Burg Falkenstein an der Ranna                 |
| ja   | Datei hochladen | Ehem. Meierhof des Schlosses Altenhof HERIS-ID: 18078 Objekt-ID: 14370        | Falkenstein 2 Standort KG: Hofkirchen                | Der ehemalige Meierhof des Schlosses Altenhof ist ein in der ersten Hälfte des 19. Jahrhunderts errichteter Doppeleinspringer-Hof, der nach einem Brand in der Mitte des 20. Jahrhunderts renoviert werden musste. | BDA-Hist.: Q64764994 Status: Bescheid Stand der BDA-Liste: 2025-06-30 Name: Ehem. Meierhof des Schlosses Altenhof GstNr.: .108 Meierhof of Schloss Altenhof   |
| ja   | Datei hochladen | Bildstock HERIS-ID: 18068 Objekt-ID: 14360                                    | in der Nähe von Grandgasse 6 Standort KG: Hofkirchen | Die zwei Tabernakelsäulen bei dem sogenannten Wasserbassin stammen aus dem 17. Jahrhundert, wobei eine Säule mit der Jahreszahl 1671 bezeichnet ist. | BDA-Hist.: Q37843544 Status: § 2a Stand der BDA-Liste: 2025-06-30 Name: Bildstock GstNr.: 5098                                                                |
| ja   | Datei hochladen | Kath. Pfarrkirche hl. Ulrich HERIS-ID: 18110 Objekt-ID: 14402                 | Hofkirchen im Mühlkreis Standort KG: Hofkirchen      | Die dreijochige, spätbarocke Saalkirche mit halben Vorjoch vor dem mächtigen Westturm besitzt einen zweijochigen Rechteckchor und einen zweigeschoßigen, südseitigen Anbau der als Sakristei bzw. Oratorium dient. Die Kirche wurde nach einem Brand 1636 wiedererrichtet und schließlich in der ersten Hälfte des 18. Jahrhunderts unter Einbeziehung des gotischen Turms neu gebaut. | BDA-Hist.: Q37843717 Status: § 2a Stand der BDA-Liste: 2025-06-30 Name: Kath. Pfarrkirche hl. Ulrich GstNr.: .1/1, .1/2 Pfarrkirche Hofkirchen im Mühlkreis   |
| ja   | Datei hochladen | Wohnhaus HERIS-ID: 18087 Objekt-ID: 14379                                     | Markt 4 Standort KG: Hofkirchen                      | Das sogenannte bürgerlich Gmain wurde 1832 in ein Vikarhaus umgewandelt und steht seit 1877 im Eigentum der Gemeinde. | BDA-Hist.: Q37843629 Status: Bescheid Stand der BDA-Liste: 2025-06-30 Name: Wohnhaus GstNr.: .19/2 Markt 4 (Hofkirchen im Mühlkreis)                          |
| ja   | Datei hochladen | Bürgerhaus HERIS-ID: 18105 Objekt-ID: 14397                                   | Markt 5 Standort KG: Hofkirchen                      | Das Bürgerhaus ist seit 1672 urkundlich belegt. | BDA-Hist.: Q37843681 Status: § 2a Stand der BDA-Liste: 2025-06-30 Name: Bürgerhaus GstNr.: .17 Markt 5 (Hofkirchen im Mühlkreis)                              |
| ja   | Datei hochladen | Bürgerhaus HERIS-ID: 18115 Objekt-ID: 14407                                   | Markt 6 Standort KG: Hofkirchen                      | | BDA-Hist.: Q37843734 Status: Bescheid Stand der BDA-Liste: 2025-06-30 Name: Bürgerhaus GstNr.: .19/1 Markt 6 (Hofkirchen im Mühlkreis)                        |
| ja   | Datei hochladen | Rathaus/Gemeindeamt HERIS-ID: 18083 Objekt-ID: 14375                          | Markt 8 Standort KG: Hofkirchen                      | Das Gemeindeamt ist seit 1623 urkundlich belegt und wurde 1962 umgebaut. Der Renaissance-Laubengang auf toskanischen Säulen stammt aus der Zeit um 1600. | BDA-Hist.: Q37843616 Status: Bescheid Stand der BDA-Liste: 2025-06-30 Name: Rathaus/Gemeindeamt GstNr.: .24 Gemeindeamt Hofkirchen im Mühlkreis               |
| ja   | Datei hochladen | Pranger HERIS-ID: 18072 Objekt-ID: 14364                                      | neben Markt 8 Standort KG: Hofkirchen                | Der Pranger vor dem Rathaus besteht aus einer obeliskartigen Steinpfeiler mit profiliertem Gesims, Kugelaufsatz und erneuerter Blechfahne. Der um 1680 errichtete Pranger ist mit der Jahreszahl 1335 bezeichnet, dem fälschlichen Jahr der Markterhebung. | BDA-Hist.: Q37843569 Status: § 2a Stand der BDA-Liste: 2025-06-30 Name: Pranger GstNr.: 4258/9 Pranger Hofkirchen                                             |
| ja   | Datei hochladen | Brunnen HERIS-ID: 18082 Objekt-ID: 14374                                      | neben Markt 8 Standort KG: Hofkirchen                | Der Marktbrunnen mit oktogonalem Steinbecken ist mit der Jahreszahl 1675 bezeichnet. Die balusterähnliche Brunnensäule mit Sockel wurde am oberen Ende nachträglich durch ein Würfelkapitell ersetzt, auf dem sich ein schlanker Obeliskaufsatz mit lilienbekrönten Dreieckreliefs befindet. Der Brunnen wird durch zwei kleine Wasserspeier mit Tierfratzenmotiven gespeist. | BDA-Hist.: Q37843598 Status: § 2a Stand der BDA-Liste: 2025-06-30 Name: Brunnen GstNr.: 4258/9 Marktbrunnen Hofkirchen                                        |
| ja   | Datei hochladen | Bürgerhaus, sog. Mesnerhaus HERIS-ID: 18106 Objekt-ID: 14398                  | Pfarrgasse 3 Standort KG: Hofkirchen                 | Das Bürgerhaus aus dem 17. Jahrhundert hat eine Fassade mit Putzrahmengliederung und ein barockes, ohrengerahmtes Eingangsportal. | BDA-Hist.: Q37843698 Status: Bescheid Stand der BDA-Liste: 2025-06-30 Name: Bürgerhaus, sog. Mesnerhaus GstNr.: .19/3                                         |
| ja   | Datei hochladen | Pfarrhof HERIS-ID: 18118 Objekt-ID: 14410                                     | Pfarrgasse 10 Standort KG: Hofkirchen                | Das zweigeschoßige Gebäude des ehemaligen Ackerbürgerhauses ist seit 1668 urkundlich belegt und wurde zwischen 1877 und 1888 als Pfarrhof adaptiert. | BDA-Hist.: Q37843755 Status: § 2a Stand der BDA-Liste: 2025-06-30 Name: Pfarrhof GstNr.: 6 Pfarrhof Hofkirchen im Mühlkreis                                   |
| ja   | Datei hochladen | Ruine Haichenbach, sog. Kerschbaumerschlössl HERIS-ID: 18121 Objekt-ID: 14413 | südwestlich Au 5 Standort KG: Marsbach               | Die ehemalige Burg war eine auf dem schmalen Plateau des Bergkamms in Nord-Süd-Richtung langgestreckte Anlage mit einer umbauten Gesamtfläche von 1450 Quadratmetern. Hinter dem Burgtor im Norden erstreckte sich die sehr weitläufige Vorburg mit Gesindehäusern. An deren Nordostseite schloss sich die etwas höher gelegene Hauptburg an, die im Norden von einem Wohnturm beherrscht wurde, von dem aus auch das westlich darunterliegende Burgtor verteidigt werden konnte. Der wehrhafte Turm hatte einst zehn Wehrscharten. | BDA-Hist.: Q1015316 Status: Bescheid Stand der BDA-Liste: 2025-06-30 Name: Ruine Haichenbach, sog. Kerschbaumerschlössl GstNr.: 2469/10 Burgruine Haichenbach |
| ja   | Datei hochladen | Ruine Freizell HERIS-ID: 20386 Objekt-ID: 16689seit 2012                      | Freizell 1 Standort KG: Marsbach                     | Die ältesten erhaltenen Teile der Anlagen gehen ins 16. Jahrhundert. Aus dieser Zeit stammt der im Obergeschoß gelegene, ehemals durchgehende Saal mit turmartigem zentralen Vorbau. Der restliche Grundriss zeigt kreuzförmige Binnenmauern mit großen Durchgängen. Die Stichbogengewände an den Außenfronten dürften aus dem 17. Jahrhundert datieren. | BDA-Hist.: Q2241038 Status: Bescheid Stand der BDA-Liste: 2025-06-30 Name: Ruine Freizell GstNr.: 2427/9 Schloss Freizell                                     |
| ja   | Datei hochladen | Schloss Marsbach HERIS-ID: 18119 Objekt-ID: 14411                             | Marsbach 1 Standort KG: Marsbach                     | Die Burg liegt an einem Steilabfall zur linken Donauseite hin. Der dreigeschoßige rechteckige Hauptbau mit Rundturm trägt im Hofraum die Jahreszahl 1586. An diesen schließt der langgestreckte Südflügel. An der Nordseite steht ein kleiner Rundturm und im äußersten Osten ist der viereckige Bergfried von der alten Burg zu sehen. | BDA-Hist.: Q1013079 Status: Bescheid Stand der BDA-Liste: 2025-06-30 Name: Schloss Marsbach GstNr.: .1 Burg Marsbach                                          |